# Brent Timm
Brent Timm ist ein ehemaliger US-amerikanischer Basketballspieler.

## Laufbahn
Timm gehörte zwischen 1980 und 1984 zur Mannschaft der Eastern New Mexico University in seinem Heimatland, den Vereinigten Staaten. Er wechselte nach Deutschland und war in der Saison 1985/86 im Hemd von TSV Hagen 1860 bester Korbschütze der Basketball-Bundesliga (803 Punkte in Haupt- und Zwischenrunde).
Im Sommer 1986 nahm er an Vorbereitungsspielen der NBA-Mannschaft der Milwaukee Bucks teil, wurde im Oktober desselben Jahres aber aus dem Aufgebot gestrichen. 1986/87 gehörte der 1,85 Meter große Aufbauspieler zum Aufgebot der Wisconsin Flyers in der US-Liga Continental Basketball Association (CBA). In der Saison 1987/88 spielte er für die Rapid City Thrillers in der CBA.
2006 wurde Timm in die Ruhmeshalle der Eastern New Mexico University aufgenommen.